# Eshetu Tura
Eshetu Tura (in amarico: አሸቱ ቱራ; Ketema, 19 gennaio 1950) è un ex siepista e mezzofondista etiope, vincitore della medaglia di bronzo nei 3000 m siepi ai Giochi olimpici di Mosca 1980.

## Biografia
Nell'edizione della Coppa del mondo del 1977, a Düsseldorf, Tura ha vinto la medaglia d'argento nei 3000 metri siepi in rappresentanza dell'Africa.
Tura ha vinto anche la medaglia d'argento, giungendo alle spalle di Kip Rono, nella prima edizione dei campionati africani del 1979 svoltisi a Dakar. Nell'edizione successiva del 1982, tenutasi a Il Cairo, ha vinto la medaglia d'oro nei 3000 m siepi e la medaglia d'argento nei 5000 m piani.
Inoltre, ha partecipato tra il 1981 e il 1984 per quattro volte ai campionati del mondo di corsa campestre, vincendo ogni volta per l'Etiopia la medaglia d'oro a squadre. Il suo miglior piazzamento individuale in queste gare è stato il sesto posto nel 1982 a Roma.
Al termine della sua carriera agonistica, Tura ha intrapreso l'attività di allenatore, ricevendo poi l'incarico di allenatore responsabile dei 3000 m siepi per la nazionale di atletica leggera etiope. È stato anche per un certo periodo l'allenatore dell'atleta somala Samia Yusuf Omar, nel periodo in cui ella si rifugiò in Etiopia.

## Altre competizioni internazionali
1977
- Argento in Coppa del mondo ( Düsseldorf), 3000 m siepi - 8'22"5

1981
- 7º in Coppa del mondo ( Roma), 3000 m siepi - 8'35"23
- 7º alla Cinque Mulini ( San Vittore Olona) - 30'18"

1982
- 9º alla Stramilano ( Milano) - 1h04'16"
- Oro alla Cinque Mulini ( San Vittore Olona) - 30'00"
- Oro al Cross Zornotza ( Amorebieta-Etxano) - 31'29"

1984
- 5º alla Cinque Mulini ( San Vittore Olona) - 32'07"
- 4º al Cross Zornotza ( Amorebieta-Etxano) - 30'29"

1986
- 8º alla Maratona di Addis Abeba ( Addis Abeba) - 2h23'23"